# Oxynetra
Oxynetra là một chi bướm ngày thuộc họ Bướm nâu.